# Tajan (Kína)
Tajan (egyszerűsített kínai írással: 泰安; pinjin: Tài'ān) prefektúra szintű város Kínában, Santung tartományban. Lakosainak száma 5 472 217 fő (2020).

## Népesség
| 2010 | 5 494 207 |
| 2020 | 5 472 217 |

## Testvérvárosok
- Lugo